# 邦勞島

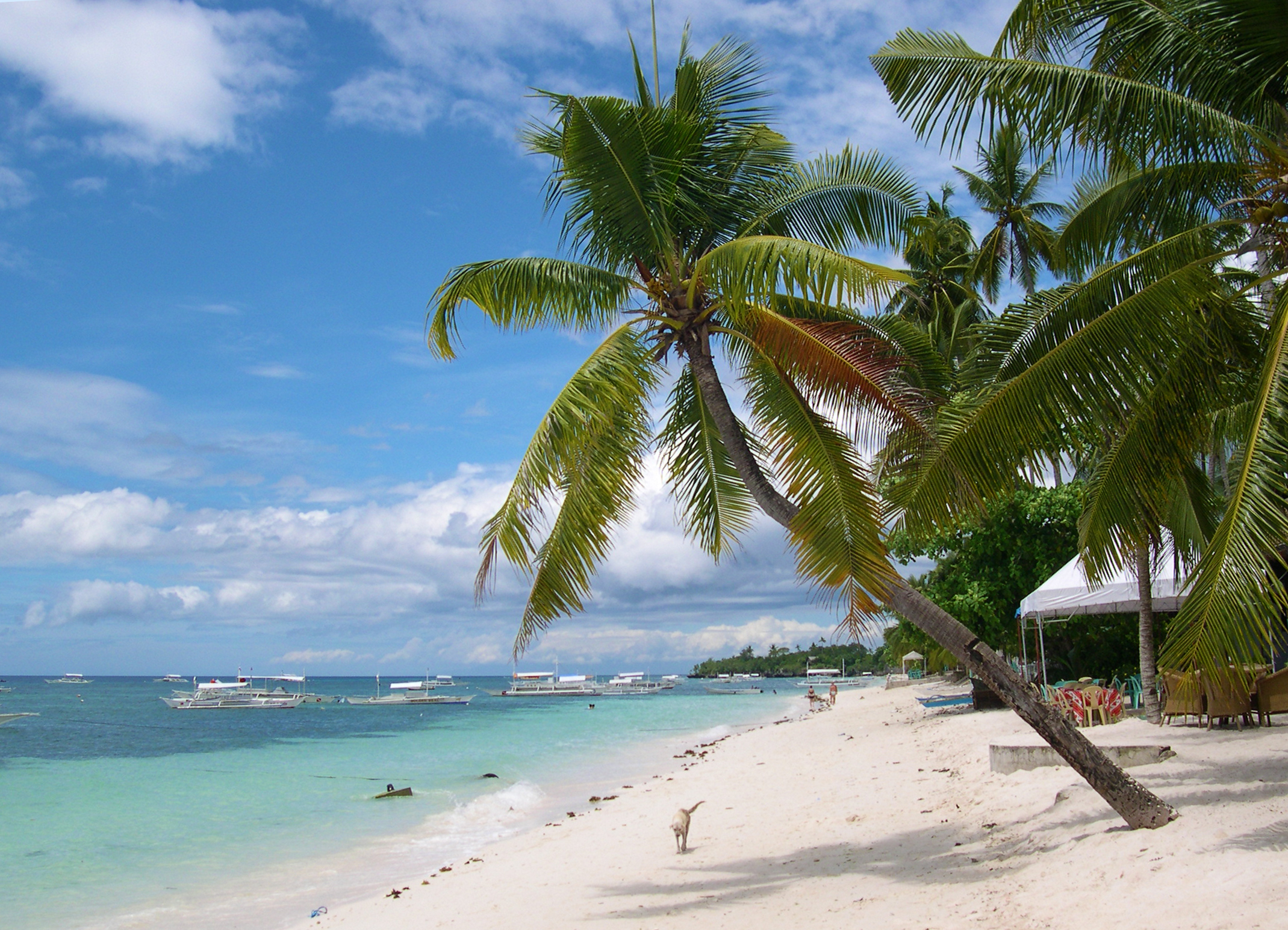
邦勞島阿羅納海灘棕櫚樹

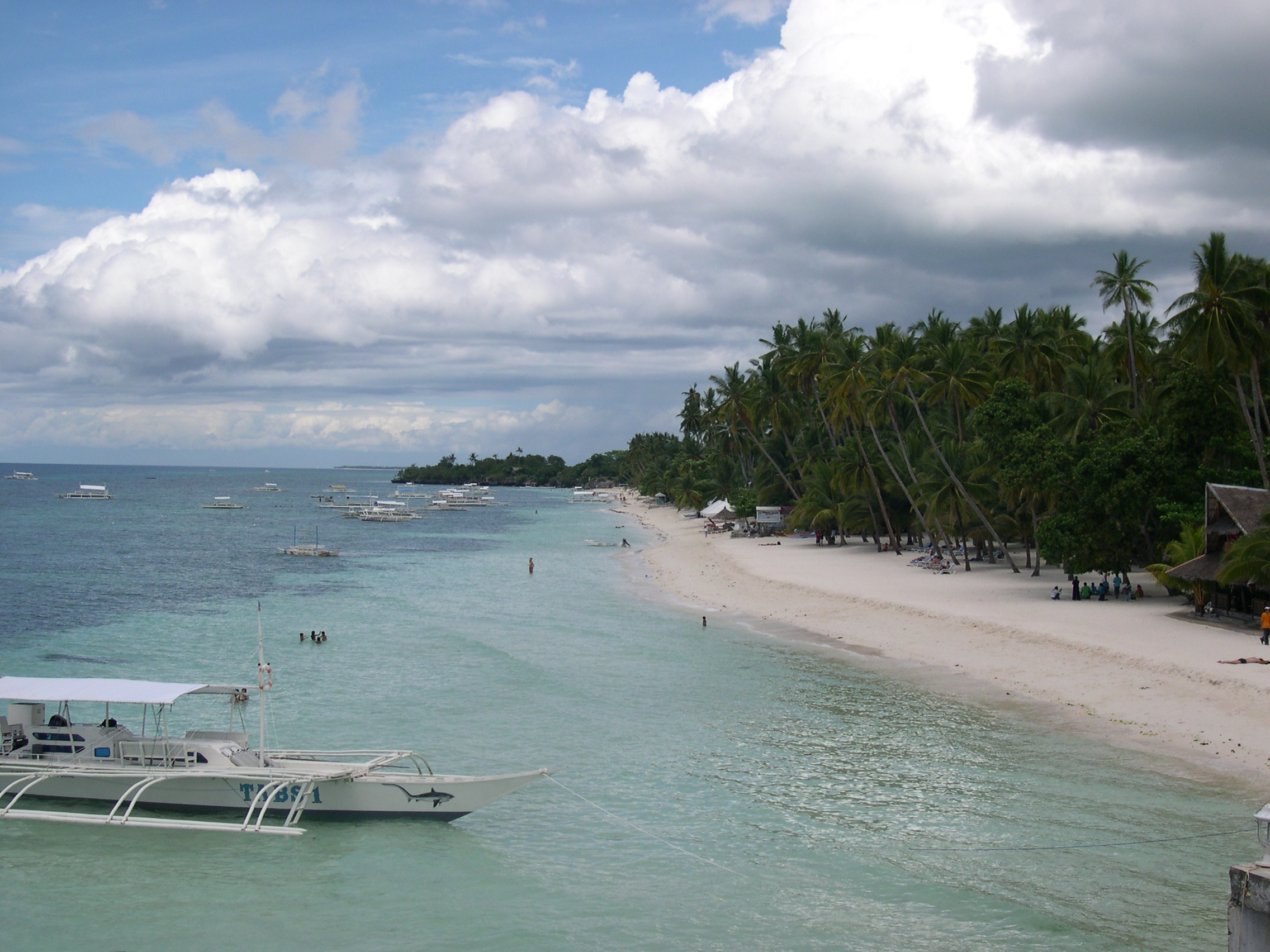
邦勞島阿羅納海灘概覽

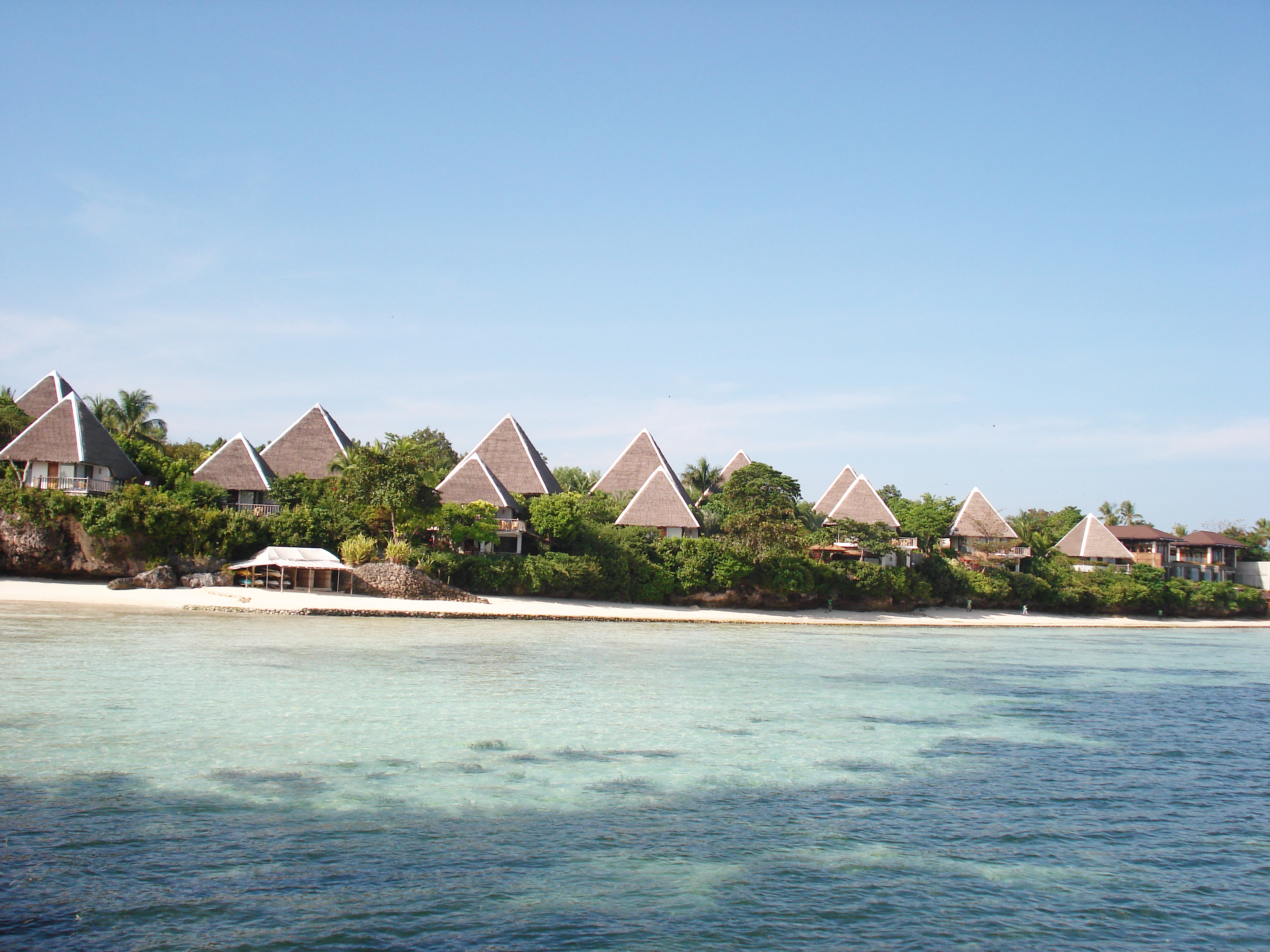
邦勞自然公園

邦勞島(Panglao island)是菲律賓的島嶼，位於保和海，屬於維薩亞斯群島的一部分，由中米沙鄢保和省中的邦勞市與道伊斯市負責管轄，屬於保和省第一國會選區，面積85.33平方公里，是熱門的旅遊地點，曾位列Skyscanner2025年第8大熱搜旅遊景點。2015年時人口共有80,988人，其中30,851人居住在邦勞市，50,137人居住在道伊斯市。「邦勞」這個名稱是由西班牙探險家於1803年命名的，源自於「mapanglao」這個字，意思是「寂寞的地方」。島上有菲律賓第一座環保機場，保和-邦勞國際機場，於2018年11月啟用。

## 附屬島嶼

### 處女島
處女島(Pungtod Island/Virgin Island)是邦勞島熱門的潛水景點，不過在2024年因為珊瑚礁被刻上文字而被關閉。

## 動物

### 水母

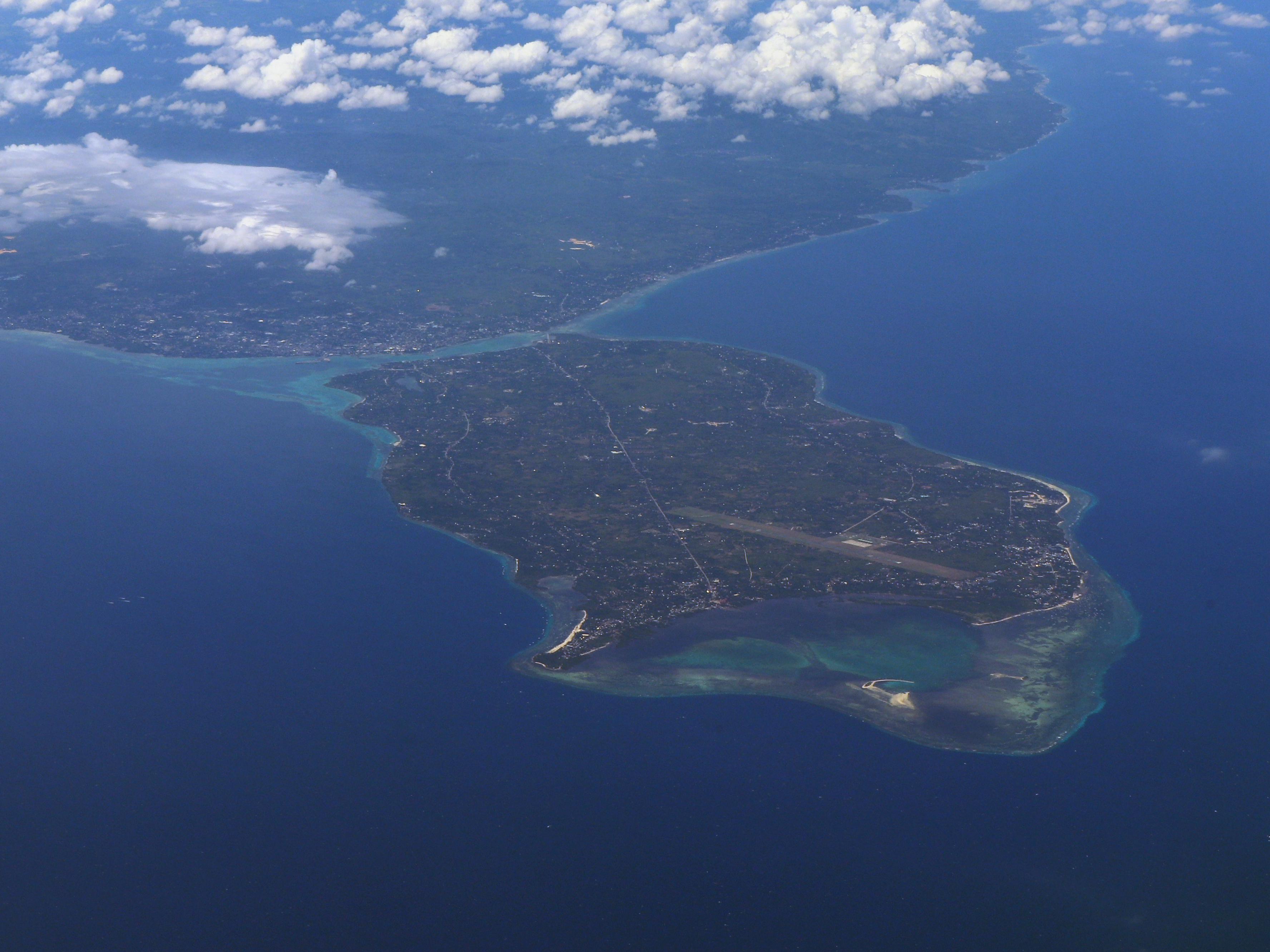
邦勞島空拍圖

5、6月是水母大量出沒的季節，也因此在潛水時需要格外小心。

## 外部連結
- Panglao Island, Bohol - UNESCO World Heritage Centre （页面存档备份，存于）
- Panglao Island geologically unsafe for airport, experts say
- Municipality of Panglao

9°36′N 123°49′E / 9.600°N 123.817°E